# Рудня (Корюковский район)
Рудня (укр. Рудня) — село в Корюковском районе Черниговской области Украины. Население 134 человека. Занимает площадь 0,972 км².
Код КОАТУУ: 7422489602. Почтовый индекс: 15310. Телефонный код: +380 4657.

## Власть
Орган местного самоуправления — Шишковский сельский совет. Почтовый адрес: 15310, Черниговская обл., Корюковский р-н, с. Шишковка, ул. Центральная, 22.